# 盧勒野鯪
盧勒野鯪，為輻鰭魚綱鯉形目鯉科野鯪屬的其中一個種。該物種於1930年由Henry Weed Fowler描述及命名，主要分布於非洲剛果河中游，體長可達3.2公分。

## 扩展阅读
維基物種上的相關：盧勒野鯪